# Ника (кинопремия, 2021)
33-я церемония вручения наград национальной кинематографической премии «Ника» за 2019 и 2020 год состоялась 25 апреля 2021 года. Номинанты за 2019 год были объявлены 2 марта 2020 года. Номинантов за 2020 год объявили 9 марта 2021 года. Первоначально церемонию вручения премии за 2019 год планировалось провести 30 марта 2020 года, однако в связи с пандемией COVID-19 она была перенесена на 2021 год.

## Специальные призы
- Премия в номинации «Честь и достоинство» имени Эльдара Рязанова была вручена сценаристу, режиссёру и продюсеру Рустаму Ибрагимбекову.
- Почётная награда «За вклад в кинематографические науки, критику и образование» вручена киноведу Елене Стишовой.
- Сериал «Шторм» (автор Борис Хлебников) получил специальный приз Совета Академии «За творческие достижения в области телевизионного кинематографа» за 2019 год.
- Юлия Снигирь получила специальный приз «за участие в международном телевизионном проекте „Новый Папа“».
- Специального приза «За вклад в отечественный кинематограф» имени Алексея Германа был удостоен народный художник России Леонид Шварцман.
- Специальный приз Совета Академии «За творческие достижения в искусстве телевизионного кинематографа» за 2020 год был присуждён телесериалу «Волк», (режиссёр Геннадий Островский).

## Список номинантов за 2019 год
Количество наград/номинаций: 
- 5/9: «Француз»
- 3/4: «Грех»
- 2/8: «Дылда»
- 2/5: «Айка»
- 2/4: «Одесса»
- 1/4: «Мальчик русский»
- 1/1: «Вдох-выдох», «Хуциев. Мотор идет!», «Он не может жить без космоса», «Текст»
- 0/3: «Керосин»
- 0/2: «Воскресенье» / «Верность»

| Категории                               | Лауреаты и номинанты                                                                                    |
| --------------------------------------- | --- |
| Лучший игровой фильм                    | • Француз (режиссёр: Андрей Смирнов; продюсеры: Андрей Смирнов, Елена Прудникова)                       |
| Лучший игровой фильм                    | • Айка (режиссёр: Сергей Дворцевой; продюсер: Сергей Дворцевой)                                         |
| Лучший игровой фильм                    | • Грех (режиссёр: Андрей Кончаловский; продюсеры: Андрей Кончаловский, Алишер Усманов)                  |
| Лучший игровой фильм                    | • Дылда (режиссёр: Кантемир Балагов; продюсеры: Александр Роднянский, Сергей Мелькумов, Наталия Горина) |
| Лучший игровой фильм                    | • Одесса (режиссёр: Валерий Тодоровский; продюсеры: Валерий Тодоровский, Леонид Ярмольник)              |
| Лучший фильм стран СНГ, Грузии и Балтии | • «Вдох-выдох» ( Грузия, режиссёр: Дито Цинцадзе)                                                       |
| Лучший фильм стран СНГ, Грузии и Балтии | • «Босоногий бегун» ( Киргизия, режиссёр: Мирлан Абдыкалыков)                                           |
| Лучший фильм стран СНГ, Грузии и Балтии | • «Ваша честь» ( Эстония, режиссёр: Андрес Пуустусмаа)                                                  |
| Лучший фильм стран СНГ, Грузии и Балтии | • «Долгая ночь» ( Армения, режиссёр: Эдгар Багдасарян)                                                  |
| Лучший фильм стран СНГ, Грузии и Балтии | • «Шыракшы» ( Казахстан, режиссёр: Ермек Турсынов)                                                      |
| Лучший неигровой фильм                  | • «Хуциев. Мотор идет!» (режиссёр: Пётр Шепотинник)                                                     |
| Лучший неигровой фильм                  | • «Андрей Тарковский. Кино как молитва» (режиссёр: Андрей Тарковский — мл.)                             |
| Лучший неигровой фильм                  | • «Кино эпохи перемен» (режиссёр: Алексей Федорченко)                                                   |
| Лучший неигровой фильм                  | • «О Кире украдкой» (режиссёр: Ирина Васильева)                                                         |
| Лучший анимационный фильм               | • «Он не может жить без космоса» (режиссёр: Константин Бронзит)                                         |
| Лучший анимационный фильм               | • «Узы» (режиссёр: Дина Великовская)                                                                    |
| Лучший анимационный фильм               | • «Хозяйка Медной горы» (режиссёр: Дмитрий Геллер)                                                      |
| Лучшая режиссёрская работа              | • Андрей Смирнов — «Француз»                                                                            |
| Лучшая режиссёрская работа              | • Кантемир Балагов — «Дылда»                                                                            |
| Лучшая режиссёрская работа              | • Сергей Дворцевой — «Айка»                                                                             |
| Лучшая сценарная работа                 | • Дмитрий Глуховский — «Текст»                                                                          |
| Лучшая сценарная работа                 | • Сергей Дворцевой, Геннадий Островский — «Айка»                                                        |
| Лучшая сценарная работа                 | • Юсуп Разыков — «Керосин»                                                                              |
| Лучшая сценарная работа                 | • Андрей Смирнов — «Француз»                                                                            |
| Лучшая мужская роль                     | • Леонид Ярмольник — «Одесса»                                                                           |
| Лучшая мужская роль                     | • Алексей Агранович — «Юморист»                                                                         |
| Лучшая мужская роль                     | • Алексей Вертков — «Воскресенье»                                                                       |
| Лучшая мужская роль                     | • Александр Паль — «Верность»                                                                           |
| Лучшая женская роль                     | • Самал Еслямова — «Айка»                                                                               |
| Лучшая женская роль                     | • Виктория Мирошниченко — «Дылда»                                                                       |
| Лучшая женская роль                     | • Елена Сусанина — «Керосин»                                                                            |
| Лучшая мужская роль второго плана       | • Александр Балуев — «Француз»                                                                          |
| Лучшая мужская роль второго плана       | • Михаил Ефремов — «Француз»                                                                            |
| Лучшая мужская роль второго плана       | • Евгений Цыганов — «Одесса»                                                                            |
| Лучшая женская роль второго плана       | • Нина Дробышева — «Француз»                                                                            |
| Лучшая женская роль второго плана       | • Наталья Тенякова — «Француз»                                                                          |
| Лучшая женская роль второго плана       | • Вера Алентова — «Воскресенье»                                                                         |
| Лучшая операторская работа              | • Александр Симонов — «Грех»                                                                            |
| Лучшая операторская работа              | • Ксения Середа — «Дылда»                                                                               |
| Лучшая операторская работа              | • Айрат Ямилов — «Мальчик русский»                                                                      |
| Лучшая работа режиссёра монтажа         | • Петер Маркович — «Айка»                                                                               |
| Лучшая работа режиссёра монтажа         | • Борис Гуц — «Смерть нам к лицу»                                                                       |
| Лучшая работа режиссёра монтажа         | • Вадим Красницкий — «Верность»                                                                         |
| Лучшая музыка к фильму                  | • Анна Друбич — «Одесса»                                                                                |
| Лучшая музыка к фильму                  | • Евгений Гальперин — «Дылда»                                                                           |
| Лучшая музыка к фильму                  | • Сергей Старостин — «Керосин»                                                                          |
| Лучшая работа звукорежиссёра            | • Ростислав Алимов — «Дылда»                                                                            |
| Лучшая работа звукорежиссёра            | • Рустам Ахадов — «Однажды в Трубчевске»                                                                |
| Лучшая работа звукорежиссёра            | • Павел Дореули — «Тобол»                                                                               |
| Лучшая работа художника                 | • Маурицио Сабатини — «Грех»                                                                            |
| Лучшая работа художника                 | • Елена Жукова — «Мальчик русский»                                                                      |
| Лучшая работа художника                 | • Сергей Иванов — «Дылда»                                                                               |
| Лучшая работа художника по костюмам     | • Дмитрий Андреев — «Грех»                                                                              |
| Лучшая работа художника по костюмам     | • Ольга Бахарева — «Мальчик русский»                                                                    |
| Лучшая работа художника по костюмам     | • Людмила Гаинцева — «Француз»                                                                          |
| Лучшая работа художника по костюмам     | • Ольга Смирнова — «Дылда»                                                                              |
| Открытие года                           | • Александр Золотухин — «Мальчик русский» (режиссёр)                                                    |
| Открытие года                           | • Борис Акопов — «Бык» (режиссёр)                                                                       |
| Открытие года                           | • Евгения Образцова — «Француз» (актриса)                                                               |

## Список номинантов за 2020 год
Количество наград/номинаций: 
- 4/9: «Дорогие товарищи!»
- 3/6: «Серебряные коньки»
- 2/7: «Блокадный дневник»
- 2/5: «Доктор Лиза»
- 2/2: «Глубже!»
- 1/4: «Китобой»
- 1/1: «Гипноз», «Шамбала», «Котлован», «Мелодия струнного дерева»
- 0/3: «Пугало», «Человек из Подольска»
- 0/2: «Конференция»

| Категории                               | Лауреаты и номинанты |
| --------------------------------------- | --- |
| Лучший игровой фильм                    | • Дорогие товарищи! (режиссёр: Андрей Кончаловский; продюсер: Алишер Усманов)                                                              |
| Лучший игровой фильм                    | • Блокадный дневник (режиссёр и продюсер: Андрей Зайцев)                                                                                   |
| Лучший игровой фильм                    | • Доктор Лиза (режиссёр: Оксана Карас; продюсеры: Рафаел Минасбекян, Джаник Файзиев, Александр Бондарев, Тимур Вайнштейн, Алексей Земский) |
| Лучший игровой фильм                    | • Китобой (режиссёр: Филипп Юрьев; продюсер: Алексей Учитель)                                                                              |
| Лучший игровой фильм                    | • Пугало (режиссёр и продюсер: Дмитрий Давыдов)                                                                                            |
| Лучший фильм стран СНГ, Грузии и Балтии | • «Шамбала» ( Кыргызстан, режиссёр: Артык Суюндуков)                                                                                       |
| Лучший фильм стран СНГ, Грузии и Балтии | • «Две тысячи песен Фариды» ( Узбекистан, режиссёр: Ёлкин Туйчиев)                                                                         |
| Лучший фильм стран СНГ, Грузии и Балтии | • «Жёлтая кошка» ( Казахстан, режиссёр: Адильхан Ержанов)                                                                                  |
| Лучший фильм стран СНГ, Грузии и Балтии | • «От смерти до смерти» ( Азербайджан, режиссёр: Байдаров Хилал Узейи)                                                                     |
| Лучший фильм стран СНГ, Грузии и Балтии | • «Жаным, ты не поверишь» ( Казахстан, режиссёр: Ернар Нургалиев)                                                                          |
| Лучший неигровой фильм                  | • «Котлован» (режиссёр: Андрей Грязев) |
| Лучший неигровой фильм                  | • «Соль» (режиссёр: Владимир Эйснер) |
| Лучший неигровой фильм                  | • «Человек неунывающий» (режиссёр: Андрей Кончаловский)                                                                                    |
| Лучший анимационный фильм               | • «Мелодия струнного дерева» (режиссёр: Ирина Евтеева)                                                                                     |
| Лучший анимационный фильм               | • «10 000 безобразных пятен» (режиссёр: Дмитрий Геллер)                                                                                    |
| Лучший анимационный фильм               | • «БоксБалет» (режиссёр: Антон Дьяков) |
| Лучшая режиссёрская работа              | • Андрей Кончаловский — «Дорогие товарищи!»                                                                                                |
| Лучшая режиссёрская работа              | • Дмитрий Давыдов — «Пугало» |
| Лучшая режиссёрская работа              | • Андрей Зайцев — «Блокадный дневник» |
| Лучшая сценарная работа                 | • Михаил Сегал — «Глубже!» |
| Лучшая сценарная работа                 | • Андрей Кончаловский, Елена Киселёва — «Дорогие товарищи!»                                                                                |
| Лучшая сценарная работа                 | • Юлия Лукшина, Дмитрий Данилов — «Человек из Подольска»                                                                                   |
| Лучшая мужская роль                     | • Александр Паль — «Глубже!» |
| Лучшая мужская роль                     | • Андрей Бурковский — «Доктор Лиза» |
| Лучшая мужская роль                     | • Александр Карнаушкин — «Седьмой пробег по контуру земного шара»                                                                          |
| Лучшая женская роль                     | • Юлия Высоцкая — «Дорогие товарищи!» |
| Лучшая женская роль                     | • Чулпан Хаматова — «Доктор Лиза» |
| Лучшая женская роль                     | • Наталья Павленкова — «Конференция» |
| Лучшая женская роль                     | • Валентина Романова-Чыскыырай — «Пугало»                                                                                                  |
| Лучшая мужская роль второго плана       | • Сергей Дрейден — «Блокадный дневник» |
| Лучшая мужская роль второго плана       | • Юрий Борисов — «Серебряные коньки» |
| Лучшая мужская роль второго плана       | • Владимир Майзингер — «Человек из Подольска»                                                                                              |
| Лучшая женская роль второго плана       | • Татьяна Догилева — «Доктор Лиза» |
| Лучшая женская роль второго плана       | • Ольга Лапшина — «Конференция» |
| Лучшая женская роль второго плана       | • Анна Уколова — «Земля Эльзы» |
| Лучшая операторская работа              | • Ирина Уральская — «Блокадный дневник» |
| Лучшая операторская работа              | • Игорь Гринякин — «Серебряные коньки» |
| Лучшая операторская работа              | • Андрей Найдёнов — «Дорогие товарищи!» |
| Лучшая работа режиссёра монтажа         | • Мария Лихачёва, Дмитрий Слобцов — «Серебряные коньки»                                                                                    |
| Лучшая работа режиссёра монтажа         | • Каролина Мачиевска, Александр Крылов, Филипп Юрьев — «Китобой»                                                                           |
| Лучшая работа режиссёра монтажа         | • Сергей Тараскин, Каролина Мачиевска — «Дорогие товарищи!»                                                                                |
| Лучшая музыка к фильму                  | • Анна Друбич — «Гипноз» |
| Лучшая музыка к фильму                  | • Алексей Айги — «Назад в степь к сарматам»                                                                                                |
| Лучшая музыка к фильму                  | • Юрий Потеенко — Доктор Лиза" |
| Лучшая работа звукорежиссёра            | • Полина Волынкина — «Дорогие товарищи!»                                                                                                   |
| Лучшая работа звукорежиссёра            | • Дэвид Вранкен — «Китобой» |
| Лучшая работа звукорежиссёра            | • Иво Хегер — «Блокадный дневник» |
| Лучшая работа художника                 | • Александр Загоскин — «Серебряные коньки»                                                                                                 |
| Лучшая работа художника                 | • Ирина Очина — «Дорогие товарищи!» |
| Лучшая работа художника                 | • Ираида Шульц — «Блокадный дневник» |
| Лучшая работа художника по костюмам     | • Татьяна Патрахальцева, Галя Солодовникова — «Серебряные коньки»                                                                          |
| Лучшая работа художника по костюмам     | • Константин Мазур — «Дорогие товарищи!»                                                                                                   |
| Лучшая работа художника по костюмам     | • Екатерина Химичева — «Блокадный дневник»                                                                                                 |
| Открытие года                           | • Филипп Юрьев — «Китобой» (сценарист, режиссёр)                                                                                           |
| Открытие года                           | • Михаил Локшин — «Серебряные коньки» (режиссёр)                                                                                           |
| Открытие года                           | • Семён Серзин — «Человек из Подольска» (режиссёр)                                                                                         |